# Listen To Me
A Listen To Me a Neoton Família Marathon c. albumának NSZK-ban megjelent angol nyelvű változata. Az albumot több országban is kiadták (Spanyolország, Brazília, Venezuela, Japán, Ecuador, Kolumbia), de az NSZK-n kívül mindenhol az eredeti címmel (Marathon) került forgalomba.
CD-n csak itthon és az oroszoknál adták ki. A venezuelai változaton a Marathon-t spanyolul énekli az együttes, és a dalok címe is spanyolul szerepel.

## Megjelenések
| Ország        | Formátum | Sorszám      | Kiadó            | Év   |
| ------------- | -------- | ------------ | ---------------- | ---- |
| Venezuela     | LP       | L.P.U-90.013 | Disqueras Unidas | 1981 |
| Spanyolország | LP       | 17.2290/1    | Movieplay        | 1980 |
| Japán         | LP       | RPL-8013     | RCA              | 1980 |
| Németország   | LP       | 47 998 OT    | Marifon          | 1981 |
| Kolumbia      | LP       | OBS E 25284  | ORB              | 1981 |
| Ecuador       | LP       | 710192-0     | Fadisa           | 1981 |
| Dánia         | LP       | RALP6052     | RA Records       | 1981 |
| Brazília      | LP       | 108.8222     | RCA              | 1982 |
| Spanyolország | MC       | 53.2290/9    | Movieplay        | 1980 |
| Oroszország   | CD       | 30CP-253     | Overseas Records | 2014 |